# Icerya hyperici
Icerya hyperici är en insektsart som beskrevs av Walter Wilson Froggatt 1919. Icerya hyperici ingår i släktet Icerya och familjen pärlsköldlöss. Inga underarter finns listade i Catalogue of Life.